# 奥芬豪森
奥芬豪森是德国巴伐利亚州的一个市镇。总面积22.50平方公里，总人口1554人，其中男性768人，女性786人（2011年12月31日），人口密度69人/平方公里。